# الرابطة التونسية المحترفة لكرة القدم للسيدات 2005–06
الرابطة التونسية المحترفة لكرة القدم للسيدات 2005–06 هو الموسم 2 من بطولة الرابطة التونسية المحترفة لكرة القدم للسيدات. يلعب فيه أفضل 12 ناديا تونسيا في مجموعة واحدة. نادي الاتحاد الرياضي التونسي هو حامل اللقب وخصومه الرئيسيين للفوز النهائي هم الجمعية الرياضية لبنك الإسكان و نادي الخطوط التونسية.
فاز بهذا الموسم نادي المعهد العالي للرياضة والتربية البدنية بالكاف لأول مرة في تاريخه.

## الأندية المشاركة
- المعهد العالي للرياضة والتربية البدنية بالكاف
- نادي الخطوط التونسية
- الجمعية الرياضية النسائية بالساحل
- الاتحاد الرياضي التونسي
- الجمعية الرياضية النسائية بصفاقس
- الحي الجامعي باردو II
- الحي الجامعي بصفاقس
- الملعب النسائي بصفاقس
- الاتحاد الرياضي المغاربي
- الاتحاد الرياضي بسليانة
- الملعب التونسي
- مركز النهوض بالمرسى

## روابط خارجية
- الموقع الرسمي للجامعة التونسية لكرة القدم.
- الرابطة التونسية المحترفة لكرة القدم للسيدات على موقع مؤسسة إحصاءات وثيقة لرياضة كرة القدم